# Уридин
Уридинът е нуклеозид получен от свързването на пиримидиновата нуклеотидна база урацил с монозахарида рибоза (рибофураноза) чрез β-N1-гликозидна връзка. Уридинът участва в структурата на различните видове РНК, както и в метаболизма на монозахарида галактоза, която участва в изграждането на млечния дизахарид лактоза.

## Галактозен метаболизъм
Уридинът играе роля в разграждането на галактозата. Няма катаболнитен процес, в метаболизма на галактозата. Ето защо, галактозата се превръща в глюкоза и се метаболизира в общия гликолитичен път. След като галактоза е фосфорилирана до галактозо-1-фосфат (Гал-1-P), участва в реакция с УДФ-глюкоза, глюкозна молекула, свързана с УДФ (уридиндифосфат). Този процес се катализира от ензима галактоза-1-фосфат урацил трансфераза, който прехвърля УДФ молекулата върху галактозата. Крайният резултат е УДФ-галактоза и глюкозо-1-фосфат молекула. Накрая, УДФ-галактозо 4' епимеразата (GALE) конвертира УДФ-галактозата до УДФ-глюкоза затваряйки цикъла.